# Voltumna
Na mitologia etrusca, Voltumna ou Veltha era a deidade ctônica para a terra, que se tornou o deus supremo do panteão etrusco, o deus Etruriae princeps, de acordo com Varrão.  O culto a Voltumna estava centrado em Volsínios (atual Orvieto) uma polis da civilização etrusca no norte da Itália.
A união dos vinte povos (populi) etruscas, a chamada Liga Etrusca, era renovada anualmente no grove sagrado do Santuário de Voltumna, o santuário de Voltumno situado próximo em Volsínios (atual Bolsena), que foi mencionado por Tito Lívio. No Santuário de Voltumna jogos eram segurados, a natureza exata disso, se atlética ou artística, é desconhecida.
No fórum Romano, próximo ao Templo de Castor e Pólux se situava um santuário dedicado a Voltumna no Vico Toscano.
Era o equivalente ao deus romano Vertumno.

## Referencias
- Briquel, Dominique  2003 "Le Fanum Voltumnae: remarques sur le culte fédéral des cités étrusques", in Dieux, fêtes, sacré dans la Grèce et la Rome antiques,  edited by André Motte and Charles Ternes: 133-59. (Brepols, Turnhout). The last ten pages of this paper contain a highly technical discussion of the identity of the Etruscan god Voltumna in relation to the Latin gods Vertumnus and Janus.
- Fontana Elboj, Gonzalo, 1992. Ager: estudio etimológico y functional sobre Marte y Voltumna (University of Zaragoza) (Spanish) ISBN 84-600-8279-2
- Hederich, Benjamin. (1770) 1996. Gründliches Mythologisches Lexikon (Darmstadt) ISBN 3534130537
- Plínio 8, 20.
- Vollmer,Mythologie aller Völker, (Stuttgart) 1874.
- L. Niebuhr, Römische Geschichte 2, 216.
- Wissowa, Religion und Cultus des Römer, 243, 3.
- Müller-Deecke, Die Etrusker, 1, 329 skk.
- Theodor Mommsen, Römisches Staatsrecht, 3, 666
- Pallottino, Massimo. "The Religion of the Etruscans"